# Karl von Moll

Karl von Moll als 13-Jähriger

Karl Maria E(h)renbert Freiherr von Moll (* 21. Dezember 1760 in Thalgau; † 1. Februar 1838 in Augsburg) war ein Salzburger Naturforscher und Staatsmann.

## Leben
Der Sohn des Fürstlich Salzburgischen Pflegers Ludwig Gottfried von Moll und seiner Frau Leopoldine geb. Freiin Christani von Rall, Tochter des Hieronymus Cristani von Rall, erhielt ab 1773 eine Ausbildung an der Ritterakademie Kremsmünster und studierte ab 1780 an der Universität Salzburg Rechtswissenschaften. 1782 nahm er seine erste Tätigkeit als Verwaltungsaccessist in Zell am Ziller auf. Nach mehreren Beförderungen wurde Moll 1790 zum Direktor der Hofkammer in Salzburg ernannt und übernahm 1791 die Direktion des Salz-, Münz- und Bergwesens. Im Jahr 1795 wurde er zum Mitglied der Leopoldina gewählt.
In seine Amtszeit fallen Entwässerungen des Gasteiner Tales, Regulierungen der Salzach und Trockenlegungsarbeiten im Pinzgau zur Gewinnung landwirtschaftlicher Nutzflächen. Ebenso zählt die Errichtung der Bruderladen für Bergleute zu den Ergebnissen seines Wirkens.
Neben Amtstätigkeit widmete sich Moll dem Sammeln von Mineralien, Pflanzen, Büchern, Kupferstichen und betätigte sich schriftstellerisch. 1783 veröffentlichte er die anonyme Schrift So machs ich mit den Mönchen, in der er die Geschäftemacherei mit dem Verkauf von Gegenmitteln gegen Hexerei durch die Tamsweger Kapuziner angriff. 1784 erschien seine Schmähschrift wider die Contravertisten, die einen Hirtenbrief des Fürstbischofs Hieronymus von Colloredo-Mannsfeld kritisierten. 
Moll war eng mit Franz von Paula Schrank befreundet, gemeinsam publizierten sie 1785 die zweibändigen Naturhistorischen Briefe über Oesterreich, Salzburg, Passau und Berchtesgaden. Er veröffentlichte Canestrinis Historia de utero duplici und führte nach dem Tode von Franz Damian Friedrich Müllenkampf dessen Sammlung der Forstordnungen verschiedener Länder ab 1796 als Fortgesetzte Müllenkampfsche Sammlung der Forstordnungen verschiedener Länder weiter. Daneben korrespondierte er mit den bedeutendsten Naturwissenschaftlern seiner Zeit, darunter Alexander von Humboldt, der vom Spätherbst 1797 bis Frühjahr 1798 in Salzburg häufig Molls Bibliothek benutzte.

Karl von Moll

Moll begründete 1797 die Publikationsreihe Nebenstunden des Berg- und Hüttenmanns, die sich montanwissenschaftlichen, geognostischen und mineralogischen Themen widmete und dann noch im selben Jahr in Jahrbuch der Berg- und Hüttenkunde umbenannt wurde. Ab 1801 erfolgte die Fortführung als Annalen der Berg- und Hüttenkunde, ab 1805 als Ephemeriden der Berg- und Hüttenkunde, von 1809 bis 1826 als Neue Jahrbücher der Berg- und Hüttenkunde und wurden dann mit Karl Cäsar von Leonhards Taschenbuch für die gesammte Mineralogie vereinigt. 
Im Jahre 1800 wurde von Moll zum Geheimen Rat ernannt. Nach der Schlacht bei Hohenlinden war er von 1800 bis 1803 einer der fünf von den französischen Besatzern eingesetzten Statthalter des Fürstbistums. Nach dessen Säkularisation gehörte Moll der Regierungskonferenz an und wurde am 28. November 1803 von Ferdinand III. zum Regierungspräsidenten des Herzogtum Salzburg ernannt. Im gleichen Jahr erwarb er Schloss Heuberg. 1801 wurde er zum auswärtigen Mitglied der Göttinger Akademie der Wissenschaften gewählt.
Nachdem er sich mit Johann von Österreich nicht über die Konditionen zur Übernahme der vakanten Direktorenstelle des Wiener Hofnaturalienkabinetts einigen konnte, ging Moll am 7. Dezember 1804 in die Dienste des Kurfürstentums Bayern und wurde ordentliches Mitglied der Bayerischen Akademie der Wissenschaften; 1829 wurde er zum Ehrenmitglied ernannt.
Von ihm eingeführte und u. a. von Samuel Thomas von Soemmerring unterstützte Reformen stießen auf heftigen Widerstand. Moll konzentrierte sich deshalb in München auf seine wissenschaftliche Arbeit. Zur Unterbringung seiner Sammlungen von 80.000 Büchern und 5000 Mineralienstücken, einem Herbarium von 2000 Exponaten, sowie einer 62-bändigen Porträtsammlung und 269 Kupfern pachtete er Teile des Klosters Fürstenfeld. Seit 1812 war er korrespondierendes Mitglied der Preußischen Akademie der Wissenschaften und der Académie des sciences in Paris.
1832 ging von Moll in den Ruhestand, wo er entweder auf seinem Sommersitz Mollsheim bei Dachau oder in Augsburg lebte.
Nach Moll wurden mehrere Pflanzen- und Tierarten benannt.

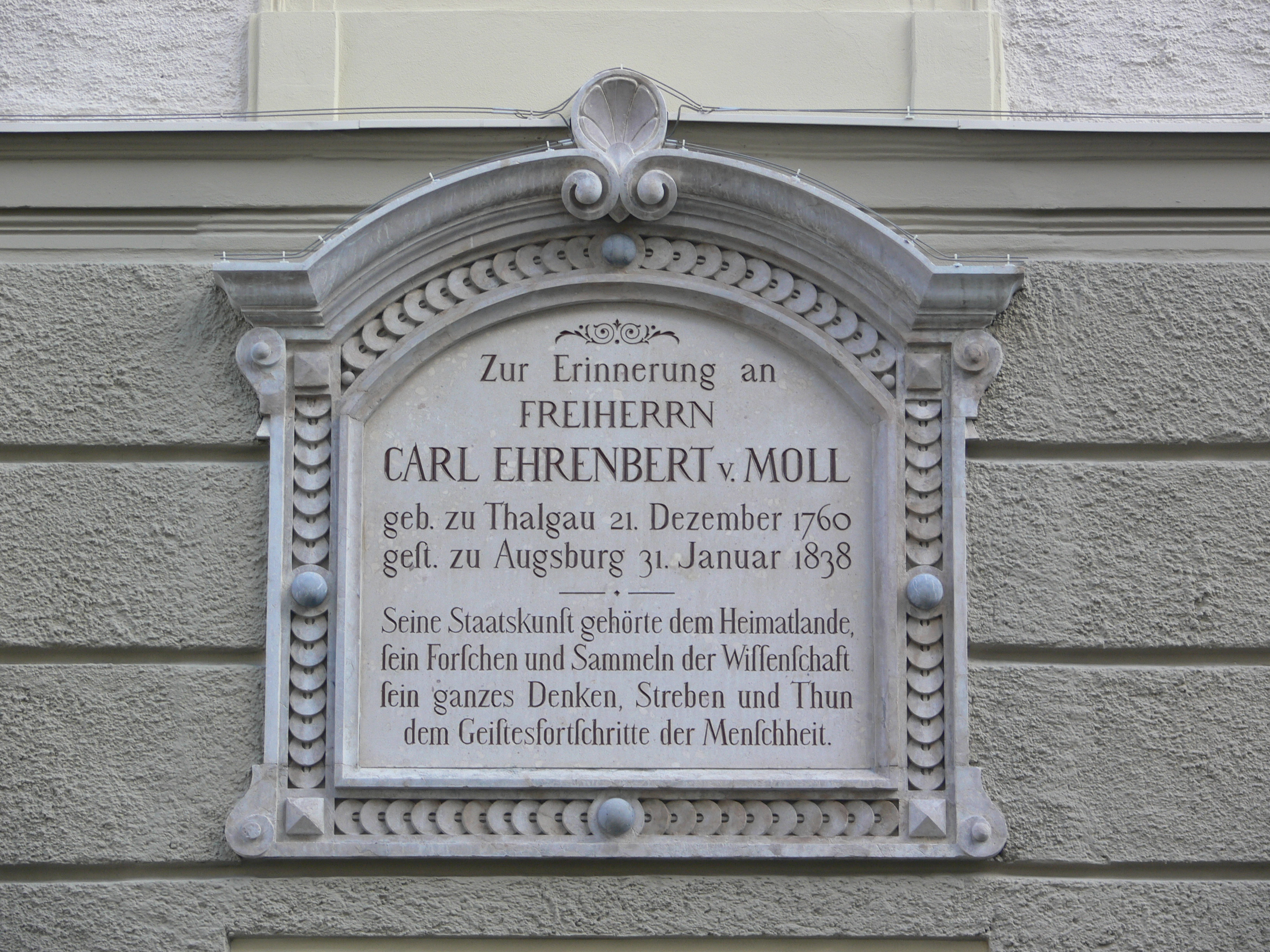
Gedenktafel an der Salzburger Universität

## Werke
- Moll/Schrank: Naturhistorischen Briefe über Oesterreich, Salzburg, Passau und Berchtesgaden, 2 Bde., 1785
- Oberdeutsche Beiträge zur Naturlehre und Oeconomie für das Jahr 1787 (Hrsg.)
- Antonio Canestrini: Historia de utero duplici, alterutro quarto graviditatis mense rupto 1788 (Hrsg.)
- Fortgesetzte Müllenkampfsche Sammlung der Forstordnungen verschiedener Länder, 1796 (Hrsg.).
- Des Freiherrn K.E. von Moll Mittheilungen aus seinem Briefwechsel als Prodromus seiner Selbstbiographie, 1829–1835